# El roomie
El roomie es una película de comedia romántica mexicana de 2024 dirigida por Pedro Pablo Ibarra y escrita por Miguel García Moreno. Está protagonizada por Fiona Palomo, José Eduardo Derbez, Giuseppe Gamba, Leticia Calderón, Édgar Vivar, Carlos Ferro, Irving López, Bárbara de Regil y Herlnally Rodríguez. Se estrenó el 18 de enero de 2024 en cines mexicanos.

## Sinopsis
Vivi es una joven escritora que necesita un compañero de departamento para pagar la renta. Acepta a Roy, un tipo acostumbrado a vivir sin pagar jamás, y, aunque Vivi se da cuenta de ello, lo admite porque él la inspira profesionalmente.

## Elenco
- Fiona Palomo como Vivi
- José Eduardo Derbez como Ro
- Giuseppe Gamba como Mauro
- Leticia Calderón como Elisa
- Édgar Vivar como Casero
- Carlos Ferro como Julio
- Irving López como Guille
- Herlnally Rodríguez como Dulce
- Uriel del Toro como Milton
- Augusto Di Paolo como Teodoro
- Natalia Payán como Aranza
- Naia Pindas Sandoval como Teresa
- Victoria Ruffo como directora de la escuela Tere
- Bárbara de Regil como Lucía
- Ariadne Díaz como Silvia
- Marcos Ornellas como Marco
- Maite Perroni como Daniela
- Isidora Vives como Fernanda
- Paloma Woolrich como Pilar

## Producción
La fotografía principal comenzó el 22 de noviembre de 2021 en Ciudad de México.

## Recepción
En su primera semana, la película atrajo a 336.000 espectadores, recaudando $23,5 millones de pesos mexicanos, colocándola en el primer lugar de la taquilla mexicana.